# Urolycisca
Urolycisca is een geslacht van vliesvleugeligen uit de familie Pteromalidae. De wetenschappelijke naam van dit geslacht is voor het eerst geldig gepubliceerd in 1920 door Roman.

## Soorten
Het geslacht Urolycisca omvat de volgende soorten:
- Urolycisca apicalis (Walker, 1862)
- Urolycisca balteata (Cameron, 1884)
- Urolycisca hastata (Walker, 1862)